# Meccanica ondulatoria

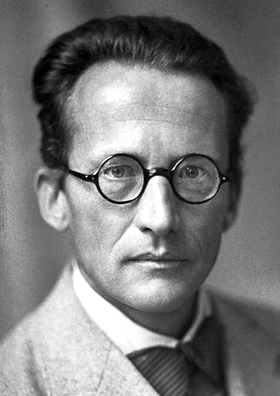
Erwin Schrödinger

La meccanica ondulatoria è, con la meccanica delle matrici, una delle due prime e  fondamentali formalizzazioni della meccanica quantistica. Dopo brevissimo tempo dalla loro pubblicazione divenne evidente che i due approcci costituivano due formalismi fisico-matematici diversi, ma equivalenti, della stessa teoria.
Nella meccanica ondulatoria a ogni particella è associata la funzione d'onda, che, sebbene all'inizio il suo significato non fosse affatto chiaro, è comunque caratterizzata, similmente all'equazione delle onde, da un'evoluzione temporale continua e deterministica secondo l'equazione di Schrödinger.
Rispetto all'astrazione delle entità essenziali e dei salti quantici dell'approccio matriciale di Heisenberg, la meccanica ondulatoria si caratterizza, per usare le parole dell'autore, Erwin Schrödinger, per una maggiore visualizzabilità, oltre che per una minore complessità di calcolo. Si deve però notare come il suo andamento continuo venga bruscamente interrotto dall'atto della misurazione, che causa il cosiddetto collasso della funzione d'onda.

## Storia

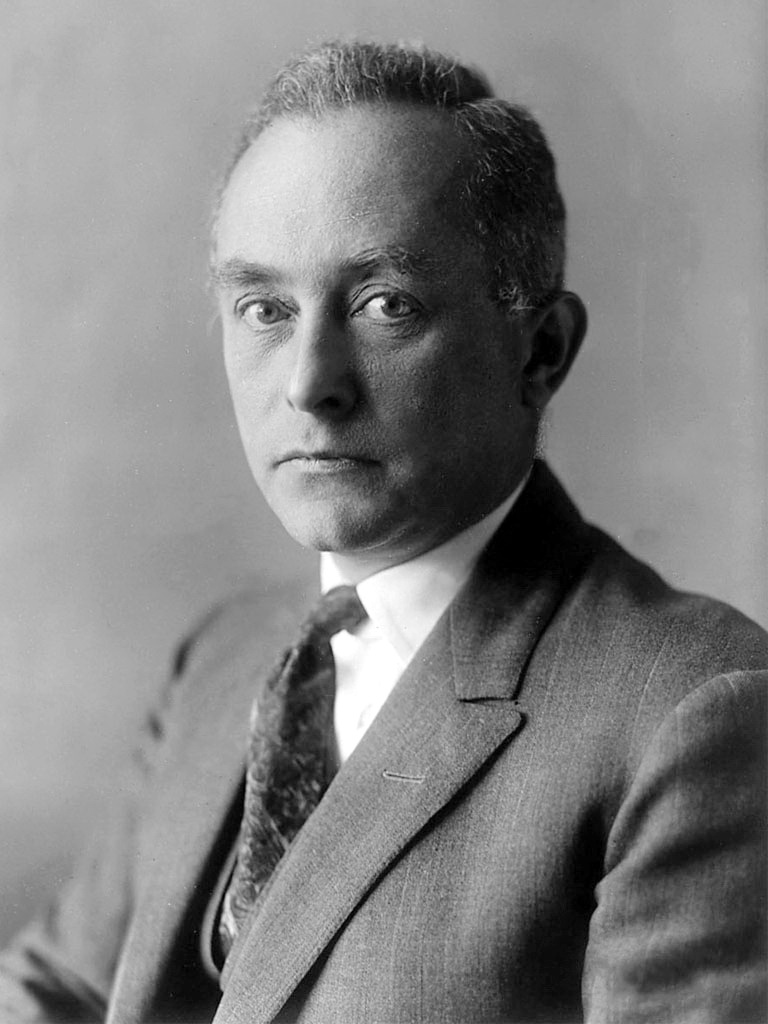
Max Born

La meccanica ondulatoria fu essenzialmente il risultato del lavoro solitario di Erwin Schrödinger, che, a partire dall'ipotesi di de Broglie, pubblicò a gennaio del 1926 due articoli in cui espose due possibili derivazioni della sua famosa equazione e le sue applicazioni all'atomo idrogenoide, all'oscillatore armonico, al corpo rigido e alla molecola biatomica. A maggio di quello stesso anno pubblicò un terzo articolo in cui mostrò l'equivalenza della sua teoria con la meccanica delle matrici. Quest'ultima era nata l'anno precedente come lavoro di squadra di Heisenberg, Born e Jordan, pur se si deve ad Heisenberg l'idea originaria. Sempre nel 1926 Max Born propose l'interpretazione probabilistica della funzione d'onda, elemento cardine della teoria di Schrödinger, codificata l'anno dopo nell'interpretazione di Copenaghen. Il termine meccanica ondulatoria, in tedesco Wellenmechanik, venne introdotto da Schrödinger il 20 febbraio 1926.

## Equazione di Schrödinger e dinamica dell'elettrone
Nel 1926 Schrödinger scrisse una serie di quattro articoli intitolati "Quantizzazione come problema agli autovalori" in cui mostrò come una meccanica ondulatoria possa spiegare gli insiemi di valori discreti anziché continui permessi per alcune quantità fisiche di certi sistemi, come l'energia degli elettroni nell'atomo di idrogeno. In particolare, basandosi sui lavori di De Broglie, osservò che le onde stazionarie soddisfano vincoli simili a quelli imposti dalle condizioni di quantizzazione di Bohr:
(Erwin Schrödinger)

In un'onda stazionaria, i nodi sono punti che non sono coinvolti dall'oscillazione, in rosso nella figura. Il numero di nodi è quindi sempre intero.

Il numero di nodi in una normale stringa vibrante stazionaria è intero, se questi sono associati alle quantità fisiche come l'energia e il momento angolare allora ne consegue che anche queste devono essere multipli interi di una grandezza fondamentale. Affinché questa equivalenza sia possibile, lo stato fisico deve essere associato ad un'onda che vibra e si evolve secondo le condizioni di stazionarietà.

In questa onda stazionaria circolare, la circonferenza ondeggia esattamente in otto lunghezze d'onda. Un'onda stazionaria come questa può avere 0, 1, 2 o qualsiasi numero intero di lunghezze d'onda attorno al cerchio, ma non un numero razionale come 4.7. Con un meccanismo simile, il momento angolare di un elettrone in un atomo di idrogeno, classicamente proporzionale alla velocità angolare, può assumere solo valori discreti quantizzati.

Come Schrödinger stesso osservò, condizioni di tipo ondulatorio sono presenti ed erano già state scoperte anche per la meccanica classica di tipo newtoniano. Nell'ottica geometrica, il limite delle leggi dell'ottica in cui la lunghezza d'onda della luce tende a zero, i raggi di luce si propagano seguendo percorsi che minimizzano il cammino ottico, come stabilito dal principio di Fermat. Allo stesso modo, secondo il principio di Hamilton, le traiettorie classiche sono soluzioni stazionarie o di minimo dell'azione, che per una particella libera è semplicemente legata all'energia cinetica lungo la curva.
Tuttavia l'ottica geometrica non considera gli effetti che si hanno quando la lunghezza d'onda della luce non è trascurabile, come l'interferenza e la diffrazione. Guidato da questa analogia ottico-meccanica, Schrödinger suppose che le leggi della meccanica classica di Newton siano solamente una approssimazione delle leggi seguite dalle particelle, una approssimazione valida per grandi energie e grandi scale come per le leggi dell'ottica geometrica, ma non in grado di catturare tutta la realtà fisica, in particolare a piccole lunghezze, dove, come per la luce, fenomeni come l'interferenza e la diffrazione diventano dominanti. Schrödinger postulò quindi una equazione di stazionarietà per un'onda {\displaystyle \Psi (x)} del tipo:
{\displaystyle \nabla ^{2}\Psi (x)-{\frac {8\pi ^{2}}{h^{2}}}V(x)\Psi (x)-{\frac {8\pi ^{2}}{h^{2}}}E\Psi (x)=0}
dove {\displaystyle V(x)} è il potenziale classico ed {\displaystyle E} è un parametro reale corrispondente all'energia. Per alcuni sistemi fisici, questa equazione non ammette soluzioni per {\displaystyle E} arbitrario, ma solo per alcuni suoi valori discreti. In questo modo Schrödinger riuscì a spiegare la natura delle condizioni di quantizzazione di Bohr. Se si considera anche la dinamica delle soluzioni d'onda, cioè si considera la dipendenza temporale della funzione d'onda:
{\displaystyle \Psi (x)\rightarrow \Psi (x,t)}
si può ottenere l'equazione di Schrödinger dipendente dal tempo:
{\displaystyle \nabla ^{2}\Psi (x,t)-{\frac {8\pi ^{2}}{h^{2}}}V(x)\Psi (x,t)-{\frac {4\pi i}{h}}{\frac {\partial }{\partial t}}\Psi (x,t)=0}
supponendo che l'energia sia proporzionale alla derivata temporale della funzione d'onda:
{\displaystyle {\frac {\partial }{\partial t}}\Psi (x,t)=-{\frac {2\pi i}{h}}E\Psi (x,t)}
Questa equivalenza fra la derivata temporale e energia della funzione d'onda fu il primo esempio di come nella meccanica quantistica alle osservabili classiche possano corrispondere operatori differenziali.

## Funzione d'onda
Nella rappresentazione di Schrödinger lo stato di una particella è descritto da una funzione d'onda che assume in generale valori complessi, diversamente dalla meccanica classica, dove a una particella viene associato il  valore esatto delle due quantità osservabili posizione e impulso (variabili canoniche). Nell'interpretazione di Copenaghen la funzione d'onda non ha un proprio significato fisico, mentre  il suo modulo quadro fornisce attraverso la trasformata di Fourier la distribuzione di probabilità della osservabile posizione, ovvero per ogni punto dello spazio assegna la probabilità di trovare la particella. Similmente, il modulo quadro della funzione d'onda dell'impulso ne fornisce la distribuzione di probabilità. Il significato di questa probabilità può essere interpretato nel senso che, avendo a disposizione infiniti sistemi identici ed effettuando la misura su tutti i sistemi contemporaneamente, la distribuzione dei valori ottenuti è il modulo quadro della funzione d'onda. Per le proprietà della trasformata di Fourier, tanto più la distribuzione di probabilità della posizione di una particella è concentrata (la particella quantistica è "ben localizzata"), tanto più la distribuzione degli impulsi si allarga, e viceversa. Si tratta di una manifestazione del principio di indeterminazione di Heisenberg: è impossibile costruire una funzione d'onda arbitrariamente ben localizzata sia in posizione che in impulso.
L'evoluzione temporale della funzione d'onda è dettata dall'equazione di Schrödinger, che è strettamente deterministica in quanto è possibile prevederne la forma a un qualsiasi istante successivo. Alcune funzioni d'onda descrivono distribuzioni di probabilità che sono costanti nel tempo come è il caso dell'elettrone vincolato all'interno del nucleo atomico, descritto da un'onda stazionaria che presenta una determinata funzione di distribuzione.
Benché la meccanica quantistica non permetta di prevederne il risultato, ogni misura ottiene un valore definito, e non, per esempio, un valore medio. Secondo l'interpretazione di Copenaghen, quando viene effettuata una misura l'evoluzione del sistema secondo l'equazione di Schrödinger viene interrotta e si determina il cosiddetto collasso della funzione d'onda, per il quale lo stato quantico dell'osservabile misurata si riduce a un suo autostato, fornendo un valore che aveva una certa probabilità di essere effettivamente osservato. L'aspetto probabilistico del processo di misura (problema della misura) ha dato vita ad uno dei più profondi e complessi dibattiti intellettuali della storia della scienza.

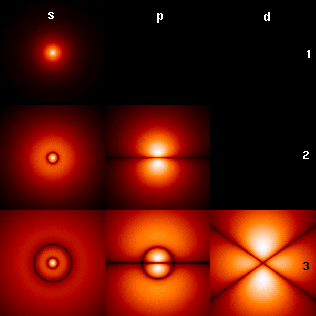
Rappresentazione di orbitali atomici

## Orbitale atomico
Con il principio di indeterminazione, quello di complementarità, la funzione d'onda e il relativo collasso, il modello quantizzato dell'atomo di Bohr si ridefinisce ancora: oltre alla quantizzazione dei livelli energetici, l'elettrone che ruota intorno al nucleo atomico non è più visto solo come una particella di materia, ma anche come pacchetto d'onda ovvero "onda di materia" delocalizzata intorno al nucleo sotto forma di orbitale atomico, pronta a "materializzarsi" se sottoposta ad osservazione fisica diretta.